# حمام روستای البرز
حمام روستای البرز مربوط به دوره قاجار است و در شهرستان قم، بخش مرکزی، روستای البرز واقع شده و این اثر در تاریخ ۱۶ شهریور ۱۳۸۳ با شمارهٔ ثبت ۱۱۰۸۲ به‌عنوان یکی از آثار ملی ایران به ثبت رسیده است.